# Joseph Lowery
Joseph Echols Lowery (Huntsville, Alabama, 6 d'octubre de 1921 – Atlanta, 27 de març de 2020) fou un ministre estatunidenc de l'Església Metodista Unida i dirigent del Moviment afroamericà pels drets civils. Va fundar la Conferència de Lideratge Cristià del Sud amb Martin Luther King i altres; en fou vicepresident i, més tard, president del comitè i, de 1977 a 1997, en fou president. Lowery va participar en la majoria de les activitats importants del moviment de drets civils en els anys 1950 i 1960, i va continuar la seva tasca en els drets civils fins al segle XXI. En el moment de morir, era anomenat "Degà del Moviment de Drets Civils".
Entre els discursos famosos de Lowery hi ha el que va pronunciar en el funeral de la vídua de King Coretta. Va ser també l'encarregat de pronunciar la benedicció en la cerimònia inaugural de la presidència de Barack Obama. Mesos després el president Obama li va lliurar la Medalla Presidencial de Llibertat el 2009.
La seva esposa, Evelyn Gibson Lowery (1925-2013), fou també una activista dels drets civils.